# Мухановка
Муха́новка (рос. Мухановка, ерз. Мухановка) — присілок у складі Лямбірського району Мордовії, Росія. Входить до складу Саловського сільського поселення.

## Населення
Населення — 4 особи (2010; 2 у 2002).
Національний склад (станом на 2002 рік):
- росіяни — 100 %